# Bifidobacterium bifidum
Bifidobacterium bifidum (von lateinisch bifidus „geteilt“, früher Bacillus bifidus) ist ein Darmbakterium, das Joghurts als probiotische Kultur zugesetzt wird. Es ist coryneform, gram-positiv, wächst anaerob und bildet kein Gas.

## Morphologie
Besonders auffällig sind v- bis y-förmige Ausprägungen.

## Genom
Das Genom des Bakteriums ist vollständig gensequenziert und hat eine Länge von 2,21 Mbp.

## Biologische Bedeutung
B. bifidum kann Humane Milch-Oligosaccharide abbauen und auf Mucinen wachsen. Die Darmflora von Kleinkindern enthält natürlicherweise B. bifidum, wenn diese von der Mutter über die Brust gestillt wurden. Das Bakterium trägt eine Schlüsselrolle im lernenden Immunsystem und ist vom Aminozucker N-Acetylglucosamin abhängig, der nur in der Muttermilch, aber nicht in Ersatzprodukten enthalten ist. Eine geringes Vorkommen im menschlichen Darm oder gar die Abwesenheit des Bakteriums sind ein Indikator für eine gesundheitliche Störung.